# Jolanta Warpechowski
Jolanta Warpechowski (* 5. Dezember 1947 in Warschau) ist eine österreichische Produzentin, Regisseurin und Drehbuchautorin.

Jolanta Warpechowski (Foto Monika Aleksandra)

## Leben
Seit 1971 lebt Warpechowski in Wien und produziert seit 2010 Spielfilme in Österreich. Sie studierte u. a. Theaterwissenschaft in Wien (Abschluss 1996) und Schauspiel und Regie für Experimentelles Theater vor allem bei Amerikanern (n.-Grotowski-Methode). 2003 gründete sie den Verein „TheaterAntonin A/Artaud/& Film SOPOGRO“. Ab 2010 bis 2012 war sie Produzentin bei Okto TV und hatte alle 4 Wochen ihre 13-minütige Sendung „SOPOGRO“. Es handelte sich dabei um sozial-politische Kurzfilme, die innovativ waren und die sie selbst als„movie double“ bezeichnet. Der Begriff bezieht sich auf die theatralische Dramaturgie und auf die Art der Darstellung von Figuren: Ein Schauspieler spielt mehrere Rollen in dem gleichen Film. Für diesen Stil erhielt Jolanta Warpechowski 2010 für „Taubenfütterin“ den Jurypreis der IG Kultur. Sie produzierte 35 Kurzfilme in der „movie double“-Art und eine Serie von langen Spielfilmen, die mit „Über“ beginnen, bei denen die Dramaturgie gleich blieb, aber die Rollen an verschiedene Schauspieler verteilt wurden. Ein „Umbruch“ in ihrer Kunst ist der Film „Frosch, Schenkel und Prinzen“, bei dem die Filmsprache nicht mehr „theatralisch“ ist. Ab 2015 bis 2017 studierte sie in Krakau Filmregie und Drehbuch. Das wirkte sich vor allem hinsichtlich Dramaturgie auf die nachfolgenden Filme aus: „Pinmaluna“, „Je ne regrette rien“, „Red Yellow Pink“, „Desire-Hope“.

## Auszeichnungen
- Culture and Diversity Film Festival 2020: Best Drama (Judges Award, für Red Yellow Pink)
- IndieFEST Film Awards 2020: Best Drama (für Red Yellow Pink)
- East Europe IFF 2020: Best Foreign Language Feature Film (für Red Yellow Pink)

## Filmografie (Auswahl)
(R = Regisseur; D = Drehbuch; P = Produzent; Da = Darsteller)
- 2012: Überglück (R, D, P)
- 2013: Übertrug (R, D)
- 2014: Überlist (R, D, P)
- 2014: Übernacht (R, D, P)
- 2015: Übergeil (R, D, P)
- 2015: PinmaLunaaa (R, D, P)
- 2017: Frosch, Schenkel und Prinzen (D, P)
- 2018: Je ne regrette rien (R, D, P, Da)
- 2020: Red Yellow Pink (R, D, P)
- 2023: Desire - Hope (R, D, P, Da)
- 2024: Apricot cure for Julita (R, D, P, Da)
- 2024: Viehzucht (R, D, P)
- 2025: (in produktion): Mama No! (R, D, P, Da)